# Gerrodes
Gerrodes là một chi bướm đêm thuộc họ Noctuidae.

## Các loài
- Gerrodes longipes Druce, 1889
- Gerrodes minatea Dyar, 1912
- Gerrodes minor Dognin, 1914